# Jan Milota
Jan Milota, pseudonym Orebský, J. M. (14. dubna 1861 Třebechovice pod Orebem - 13. října 1929 Přibyslav), byl český pedagog, spisovatel, publicista a překladatel.

## Život
Jan Milota se narodil v Třebechovicích pod Orebem do rodiny krejčího Františka Miloty a jeho
ženy Anny rodem Pavlíkové též z Třebechovic. Obecnou školu navštěvoval v rodném městě, v letech 1875-1878 studoval nejprve na nižší reálce a poté pokračoval v letech 1878-1882 na učitelském ústavu v Hradci Králové.
V roce 1882 odmaturoval a poté krátce vyučoval v Předměřicích nad Jizerou, Košátkách u Mladé Boleslavi a v letech 1883-1885 na škole Ústřední matice školské v Litoměřicích. Odtud byl přeložen na Vysočinu, kde v letech 1885-1886 vyučoval na škole Ústřední matice školské v Jihlavě, poté v letech 1886-1889 jako pomocný učitel na dvojtřídce v Malé Losenici. Další jeho učitelskou štací byl Krucemburk, kde učil od září roku 1889 do září roku 1892. Pak učil v letech 1892-1900 v Malči, dalších sedm let ve Vepříkově a od roku 1907 ve Volené (dnes Olešenka). Po předčasném penzionování žil v Přibyslavi a zde 13. října 1929 zemřel na rakovinu jícnu. Následně byl 18. října v Pardubicích zpopelněn.
Jan Milota patřil ke skupině literátů-učitelů, kteří začali publikovat v 80. letech 19. století a byl rovněž autorem velkého množství básní, pohádek a povídek pro děti. Otiskoval je od roku 1883 v různých časopisech pro děti a mládež (Budečská zahrada, Jarý věk, Malý čtenář, Naší mládeži, Přítel mládeže aj.) i dospělé (Švanda dudák (časopis)|Švanda dudák, Humoristický kalendář), od roku 1888 pak v knižních souborech (vydal pětapadesát publikací).